# ائرو ای.۳۴
ائرو ای. ۳۴ (به انگلیسی: Aero A.34) یک هواپیمای ساختِ ائرو ودوکودی در کشور چکسلواکی است. این هواپیما در ۱۹۲۹ میلادی نخستین پرواز خود را انجام داد.